# Хусейн Саве-Шемшакі
Хусейн Саве-Шемшакі (перс. حسین ساوه‌شمشکی, нар. 5 серпня 1985, Тегеран, Іран) — іранський гірськолижник, учасник зимових Олімпійських ігор 2010 та 2014 року. Обраний прапороносцем країни на церемонії відкриття ігор у Сочі. 
Має брата Пурія Саве-Шемшакі, який також є гірськолижником.